# Сава Јеремић
Сава Јеремић (Послон, код Ражња, 13. јануар 1904 — Београд, 21. април 1989) био je српски фрулаш и солиста Радио Београда.

## Биографија
Рођен је као једанаесто дете у фамилији оца кафеџије и мајке домаћице. У младости је заволео и почео да свира фрулу. Бавио се врло успешно пинтерским занатом, али га је, по наговору земљака, оставио и 1936. године са својом фрулом појавио на аудицији Радио Београда за солисте. Михајло Вукдраговић и Властимир Павловић Царевац, пред којима је показао своје умеће на овом народном инструменту, били су импресионирани његовом свирком и примили га у Велики народни оркестар, у коме је остао до пензионисања 1958. године. Наcтупао је са многим оркестрима у земљи и иностранству, али најчешће са Радојком и Тинетом Живковићем, и увек обучен у народну ношњу.
Његови највећи фрулашки успеси су – освојено прво место на Међународном фестивалу фолклора у Ланголену, 6. јула 1953. године, колом „Параћинка“. На концерту народних, забавних и оперских мелодија у Стокхолму он и Радојка Живковић побрали су највише аплауза. За своју уметност добио је Орден рада са сребрним венцем 1972. године. Имајући у Сави Јеремићу узор, његовим стазама кренули су потом многи талентовани српски фрулаши.
За Радио Београд снимио је низ народних кола и игара, остављајући за собом трајне снимке, а издао је и велики број грамофонских плоча.
У Ражњу је установљена манифестација фрулаша „Дани Саве Јеремића“, која се већ десетак година одржава, окупљајући културно-уметничка друштва и солисте на фрули. Дом у коме се родио, у селу Послон, Влада Републике Србије је 31. октобра 2002. године прогласила за споменик културе, заштитивши и његову околину. Но, стало се само на томе, јер још ништа није учињено да се кућа реновира пре но што поклекне пред зубом времена.